# Personnage de fiction
Pour les articles homonymes, voir personnage.

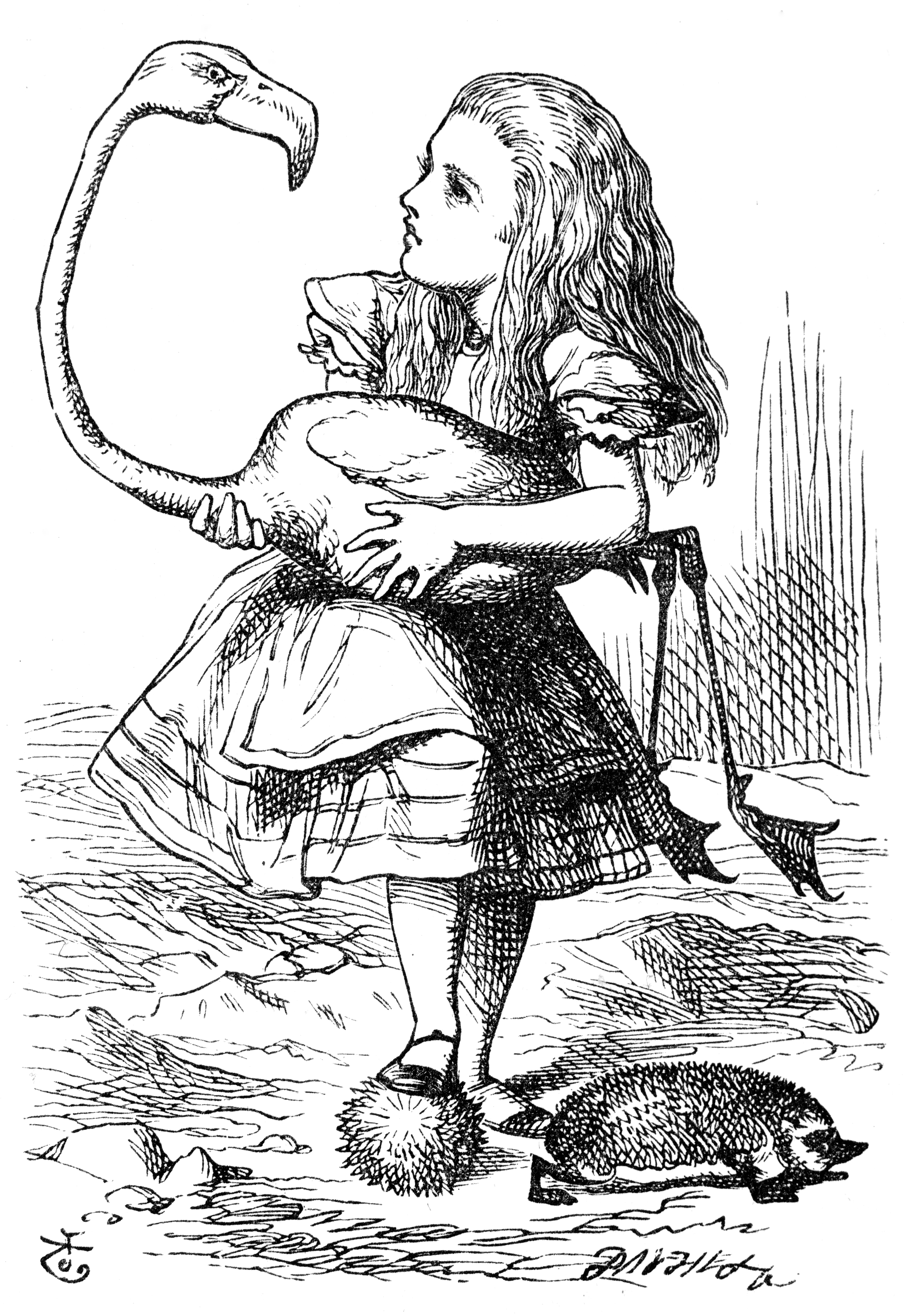
Alice, personnage de fiction emblématique de l'œuvre de Lewis Carroll.

Un personnage de fiction est un être imaginaire issu d'une œuvre de fiction. La création et le développement des personnages sont appelés représentation, peinture ou traitement des personnages.

## Origine

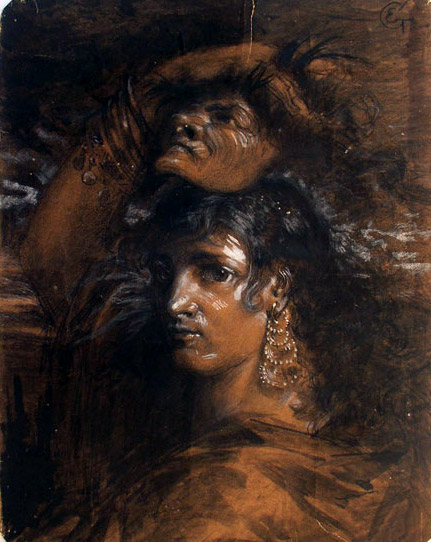
An actress with a mask, peinture d'Eva Gonzalès.

Il correspond à une personne, persona, identité ou entité dont la création tire son origine dans un travail ou un rôle d'œuvre de fiction. Les personnages peuvent être non seulement des êtres humains mais également des entités extraterrestres telles qu'elles sont perçues dans la culture populaire, des êtres humanoïdes, des androïdes, des robots, des intelligences artificielles, des divinités, des humains génétiquement modifiés, des animaux (voir anthropomorphisme) réels ou imaginaires, ou, plus rarement, des objets inanimés (liste non exhaustive). En latin, persona est le terme employé pour désigner le masque de l’acteur et le suffixe « -age » provient du verbe agere : agir. Le personnage désigne donc le caractère représenté par le masque, incarné par un acteur, celui qui agit. Dans le théâtre romain, plusieurs caractères étaient ainsi personnifiés : Maccus, Bucco, Dossenus, l'ogre Mandacus et l'ogresse Lamia, etc. Dans la commedia dell'arte, le masque permet au public d'identifier immédiatement un personnage. De fait, « monter sur les planches, c’est à l’origine tout le contraire que « se donner en spectacle » : s’absenter, effacer sa personnalité au profit d’un personnage avec lequel l’acteur n’a en principe nulle accointance ».
Utilisé pour désigner le rôle interprété par l’acteur de théâtre, le terme évolue pour décrire dans une œuvre de fiction une individualité, une personne.

## Élément d'une œuvre
Une telle existence est agréée par ceux qui assistent au spectacle (l'auditoire), par le lecteur ou par n'importe qui d'autre. Les personnages sont largement considérés comme un élément essentiel des travaux de fiction, en particulier les romans et la comédie. Néanmoins, certains ont essayé de narrer une histoire sans l'utilisation de personnages. Finnegans Wake de James Joyce en est l'un des plus célèbres exemples. Même dans des travaux qui n'évoquent pas explicitement la présence de personnages, tels que dans la poésie, ceux-ci transpirent dans la qualité du narrateur (ou parleur) ou de l'auditeur imaginé.
Dans les diverses formes de présentations artistiques (théâtre, cinéma, etc.), les personnages de fiction sont interprétés par des acteurs, des danseurs ou des chanteurs. Dans le monde de l'animation et des marionnettes, les différents aspects d'un personnage sont obtenus séparément. Ainsi, dans l'animation par exemple, les manières et l'attitude sont le fruit du travail des animateurs 3D ou de dessinateurs, tandis que les voix sont l'œuvre de comédiens. Dans le genre cinématographique des machinimas, les voix sont parfois rendues en utilisant la technique de synthèse vocale. À l'opposé du personnage de fiction, on retrouve le personnage historique qui existe ou a existé à travers l'histoire, bien que, dans la diégèse, le récit de ses exploits puissent différer des faits réels.

## Archétypes et stéréotypes

### Archétypes

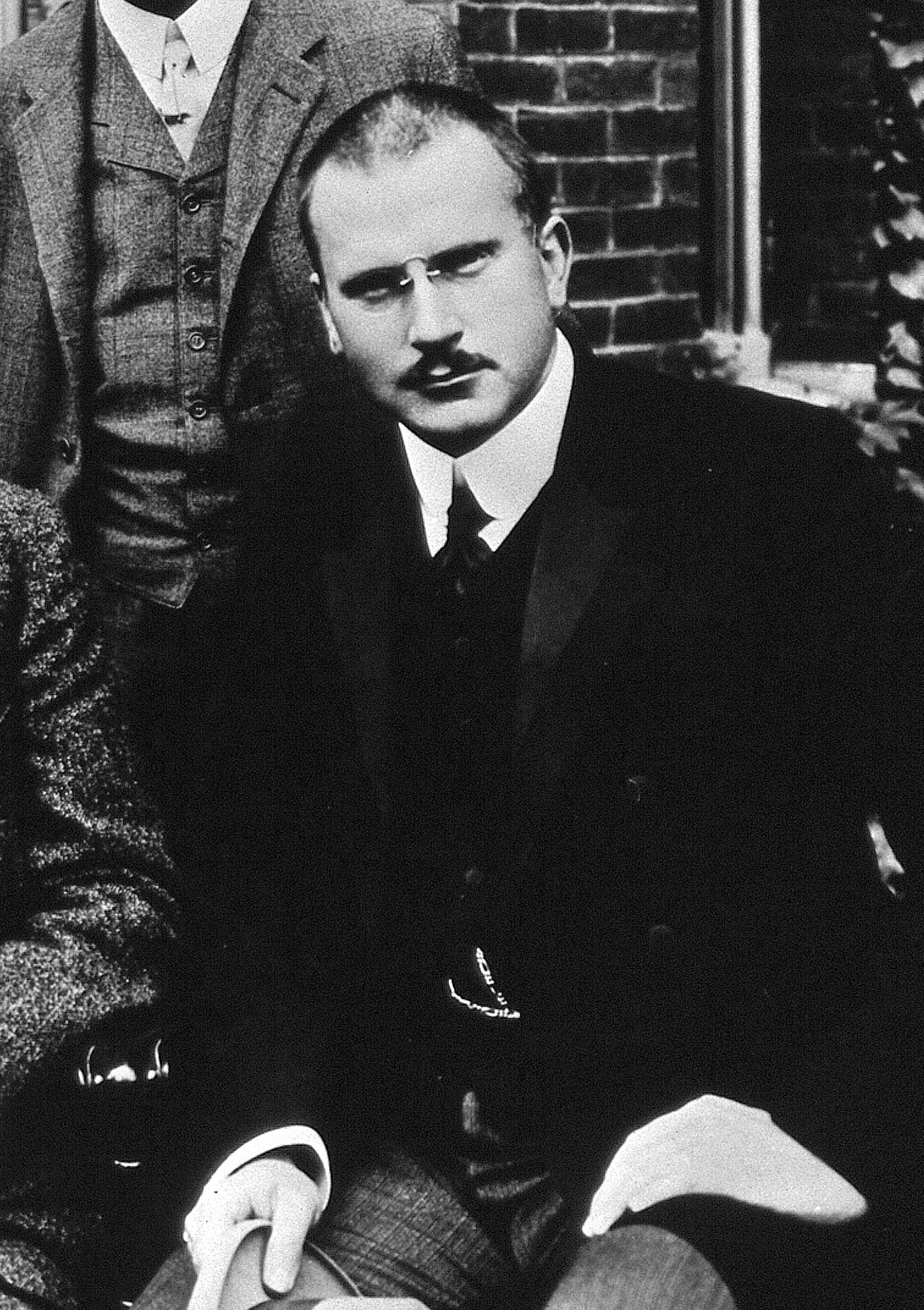
Carl Gustav Jung.

Un personnage peut être fondé sur un archétype particulier, lequel appartient à l'un des types communs de personnage listé ci-après. Ces archétypes tirent souvent leur source dans la mythologie, les légendes et le folklore. Par exemple, le Scapin de Molière, dans Les Fourberies de Scapin et Bugs Bunny sont tous les deux des exemples de l'archétype du filou ou de la canaille car ils défient les normes établies de morale et d'éthique. Même si Carl Gustav Jung identifia les premiers archétypes d'après les types d'histoire en 1919, les auteurs tels que Joseph Campbell et James Hillman ont continué le travail qu'il avait commencé. D'autres auteurs, tels que Christopher Vogler dans Le Guide du Scénariste, ont réorganisé la classification, souvent en associant les archétypes jungiens ou en définissant des sous-archétypes au sein de la structure définie par Jung.
Un unique personnage peut remplir plusieurs rôles archétypiques. Un personnage complexe peut en effet puiser ses caractéristiques dans les lignes énergétiques de différents archétypes, à l'instar de personnages réels. Selon l'écrivain psychologue Carolyn Kaufman, « [t]andis dans les histoires les archétypes sont […] incarnés de façon fragmentaire par des individus, dans la vraie vie, chacun de nous porte en lui des caractéristiques de chaque archétype. Si tel n'était pas le cas, nous ne pourrions pas être touchés par les personnages représentant les archétypes qui nous font défaut ».

#### Découpage selon huit archétypes
Melanie Anne Phillips et Chris Huntley, auteurs de Dramatica, définissent huit archétypes différents qui se démarquent par leurs caractéristiques d'action et de décision :
| Nom                      | Définition | Exemple |
| ------------------------ | --- | --- |
| Personnage principal     | Le personnage principal est celui au travers des yeux duquel le lecteur ou le spectateur suit l’histoire. Souvent, il s'agit du narrateur. En fait, son point de vue est l'angle de vue du récit, donnant un meilleur aperçu du héros, vu de l'extérieur. | Le docteur Sheppard dans Le Meurtre de Roger Ackroyd d'Agatha Christie. |
| Protagoniste             | Le meneur de l'intrigue, celui qui force l'action. Principal instigateur de l'effort mis en œuvre pour atteindre l'objectif de l'histoire, il n'est pas nécessairement le personnage principal. Sa responsabilité est de faire avancer l'intrigue. | Lestat dans Entretien avec un vampire d'Anne Rice |
| Héros                    | Combinaison du personnage principal et du protagoniste, le héros est à la fois le moteur principal de l'intrigue et l'acteur au travers duquel le public ressent l'histoire. | Bob Morane, le héros inventé par Henri Vernes |
| Antagoniste              | L'antagoniste est le personnage directement opposé au protagoniste. Il est souvent appelé pire ennemi ou tout simplement méchant. Son équivalent jungien est l'Ombre. | Javert dans Les Misérables de Victor Hugo est l'ennemi juré du héros Jean Valjean. |
| Acolyte                  | Personnage soutien, il est régulièrement le fidèle ami du protagoniste, il peut tout aussi bien être le soutien des autres types de personnage. | Sancho Panza est par exemple le compagnon de Don Quichotte dans l'œuvre de Cervantes. |
| Obstacle                 | Sans être forcément un antagoniste, le personnage obstacle est celui qui se met en travers du passage. Néanmoins, de la même manière que le protagoniste remplit souvent la fonction de personnage principal, antagoniste et personnage obstacle sont parfois mélangés. Mais si le premier est celui qui s’oppose au protagoniste, le personnage obstacle ne le fait pas obligatoirement. Il le gêne. Il peut le faire volontairement, par la tentation ou en le trompant. Mais l'inverse est aussi vraie. | Le personnage obstacle d'Elsa Schneider use de son charme contre Indiana Jones dans Indiana Jones et la Dernière Croisade. Dans un autre genre, Charles « Haywire » Patoshik dans Prison Break oblige Michael Scofield à modifier ses plans d'évasion. |
| Personnage de sang froid | Le personnage de sang froid est logique, calme, serein, maître de lui-même, peut-être même froid. Il prend des décisions et agit entièrement sur le fondement de la logique. En général, son utilisation est régulièrement couplée avec un personnage au registre émotionnel poussé pour créer une source de conflit. Ainsi, une tension existe au sein de l'histoire. | Dans Le Seigneur des anneaux de J. R. R. Tolkien, le personnage logique est Gandalf. Beaucoup des membres de la communauté de l'anneau sont des personnages émotionnels. Ainsi, Gandalf est là pour les recadrer et leur rappeler leur objectif.       |
| Personnage émotif        | Le personnage émotif répond avec ses sentiments, mauvais ou bons, sans réfléchir. Il est donc à la fois incontrôlé et sensible. Il s'agit souvent d'un personnage qui s'emporte facilement, dépensant inutilement son énergie en s'énervant. Mais son émotivité sait le rendre aussi compatissant. | Le capitaine Haddock est un personnage colérique dont les emportements sont aussi brefs que spectaculaires. Mais, derrière cet aspect, il sait se montrer très sensible.                                                                               |

#### Découpage selon sept archétypes
Un autre découpage, plus approprié au monde de la bande dessinée, des mangas ou de la fantasy, donne les archétypes suivants :
| Nom              | Définition | Exemple                                      |
| ---------------- | --- | -------------------------------------------- |
| Héros            | Personnage authentique, il ne renonce jamais. Son évolution est complète au cours de l'histoire, passant de la faiblesse à la force, du doute à l'assurance.     | Lanfeust dans Lanfeust de Troy               |
| Ombre            | Il s'agit du rôle du méchant. Représentant le côté obscur, il s'oppose au héros.                                                                                 | Dark Vador dans Star Wars                    |
| Mentor           | Généralement plus âgé que le héros, le mentor apporte ses conseils à celui-ci. Son rôle est d'être un guide précieux, plein de sagesse et de savoir.             | Albus Dumbledore dans Harry Potter           |
| Gardien du seuil | Acolyte agressif du méchant, il s'oppose également au héros. | Le Nabot dans Il était une fois... l'Homme   |
| Annonciateur     | Acolyte du héros, il le suit et le soutient dans ses aventures. Ami(e) ou Amant(e), ce personnage est une source de motivation pour le héros.                    | Robin dans Batman                            |
| Métamorphe       | Envoûtant ou charmeur, ce personnage ambigu trouble le héros dans sa quête. Il est une sorte d'épreuve. Il peut avoir par exemple les traits d'une femme fatale. | Chihuahua Pearl dans Blueberry               |
| Ludion           | C'est le personnage comique de l'œuvre. Il fait souvent preuve de stupidité ou du moins, la feint.                                                               | Averell Dalton et Rantanplan dans Lucky Luke |

#### Protagonistes
Selon la classification donnée dans Dramatica, il ne faut pas confondre le personnage principal avec le protagoniste, même s'il est courant pour les scénaristes de fusionner ces deux personnages pour créer le héros. Néanmoins, l'un des avantages en termes de narration de les différencier est de donner ainsi plus de profondeur au protagoniste. En effet, un héros n'a pas toujours le recul nécessaire pour bien percevoir ses propres actions. Par exemple, dans Entretien avec un vampire d’Anne Rice, toute l'histoire est racontée par Louis de Pointe du Lac, le personnage principal. En revanche, le protagoniste est bien Lestat, le vampire dont les faits et gestes animent l'histoire. Il est tout de même très courant que le récit soit raconté du point de vue du protagoniste. Dans ce cas-là, le protagoniste et le personnage principal deviennent le héros, un autre stéréotype.

#### Antagonistes
L'antagoniste a pour équivalent junguien l'Ombre. Il existe deux types opposés. D'un côté, il peut avoir un rôle qui consiste à gêner ou arrêter le protagoniste dans la réussite de son objectif. D'un autre, il peut poursuivre son propre objectif aux répercussions négatives. Dans ce cas, c'est le protagoniste qui tente de l'en empêcher. Dans Z comme Zorglub et L'ombre du Z, Spirou et son acolyte Fantasio mettent à mal les projets de Zorglub, l'antagoniste de ces deux albums.

#### Acolytes
L'utilisation courante est celle du personnage comique. En général d'ailleurs, cela structure le duo comique avec l'Auguste et le clown blanc. Le premier est fruste, outrancier et désordonné comme Obélix. Le second est plus sérieux, intelligent et/ou rationnel, à la façon d'Astérix. Son rôle peut aussi renforcer les objectifs ou les croyances du personnage qu’il soutient, comme Randy Hickey, le frère de Earl, dans Earl. Il peut aussi être présent dans une œuvre pour renforcer les traits de l'antagoniste. Un contraste fort avec celui-ci est un moyen de lui apporter plus de profondeur, ce qu'apporte d'ailleurs Mini-moi à Docteur Denfer dans Austin Powers.

## Procédé de traitement des personnages
Le traitement des personnages est la construction détaillée des personnages d'une histoire. Ce travail consiste pour un auteur à définir précisément ce qui identifie un personnage, ce qui le rend unique comme notamment son nom, son physique, ses origines, son style de vie, ses aspects psychologiques, et ses tics. Le but est que le public puisse différencier les acteurs d'une intrigue, les comprendre, s'attacher à eux, cerner leurs angoisses ou, à l'inverse, les détester. Le spectateur doit ressentir les mêmes sentiments que face à des personnes réelles.
Un scénariste peut imaginer la biographie complète de chacun des personnages qu’il crée. Si tous les éléments ne servent pas directement l'histoire, ce sont eux qui donnent corps aux personnages.

## Propriétés

### Nom

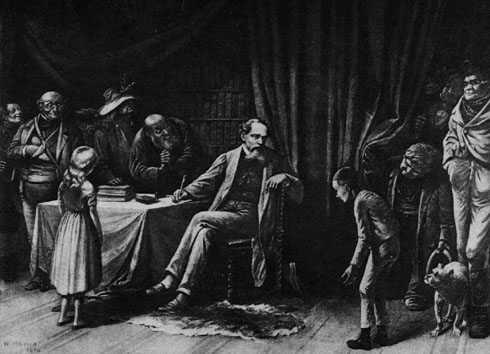
Dickens accueillant ses personnages, par William Holbrook Beard.

Les noms des personnages de fiction sont souvent importants, en particulier lorsqu'ils suivent les principes de l'onomastique. Les conventions de nommage ont changé à travers le temps. Dans beaucoup de comédies anglaises, par exemple, les auteurs donnaient à leurs personnages des noms emblématiques sans équivalent réel : Sir Fidget, Mr. Pinchwife et Mrs. Squeamish en sont des exemples caractéristiques. Les auteurs cherchent parfois à composer le nom d'un personnage en s'inspirant d'un adjectif ou d'une idée qui suggérera ses qualités. Le Mr. Murdstone de David Copperfield de Charles Dickens suggère murder (« meurtre » en anglais) et déplaisir. La principale préoccupation de Sancho Panza est, comme son nom l’indique, de se remplir la panse. Monsieur de Pourceaugnac, chez Molière, est un provincial ridicule.
Lorsqu'un personnage de fiction est particulièrement représentatif d'un trait de caractère ou d'un état d'esprit, son nom devient dans le langage courant synonyme de cet attribut. On parle ainsi d'un don Juan pour évoquer un séducteur, d'un tartuffe pour un bonimenteur, d'un candide pour un naïf, etc. Le cinéma, la littérature populaire et la bande dessinée ont aussi produit leurs personnages symboliques d'un attribut particulier, comme Superman qui incarne le super-héros, Sherlock Holmes, synonyme de perspicacité et de sens de la déduction, Tatie Danielle, vieille femme acariâtre, Ti Sentaniz, l'enfance en maltraitance, etc. Dans certaines œuvres de la littérature du XVIIIe siècle et du XIXe siècle telles que Les Misérables de Victor Hugo, les noms des personnages se réduisent à une simple lettre et un long tiret. Cette convention d'écriture est aussi utilisée pour d'autres noms propres comme les noms de lieu. Ceci a l'effet de suggérer que l'auteur pense à une personne réelle mais omet le nom complet pour garder secrète son identité. Au XXe siècle, une technique similaire est employée par Ian Fleming dans sa série de romans de James Bond, où le vrai nom de M, s'il est prononcé dans les dialogues, est toujours écrit « Adm. Sir M*** ».
Un nom de personnage fait parfois référence au monde réel, à la littérature ou à la mythologie. Par exemple, cela peut être simplement en appelant Roméo un personnage amoureux, ou bien Phénix celui qui est censé revenir d'outre-tombe.

### Physique
À la différence des éléments du monde réel, un personnage de fiction est incomplet. C'est-à-dire que, par définition, il ne possède qu'un nombre limité de caractéristiques, celles décrites par l'auteur. En lisant un roman, la liste des propriétés des personnages connue du lecteur n'est pas infinie. Dans Je m'en vais, Jean Echenoz, souvent montré du doigt pour le manque de consistance de ses personnages, s'amuse de cette particularité en faisant dire à son narrateur : « Nous n’avons pas pris le temps de décrire Ferrer physiquement ». Certaines approches expliquent qu'il est donc propre aux personnages de fiction que le lecteur accepte bien plus que les seules vérités décrites dans le texte, qu'il accepte « que les personnages ont du sang dans les veines, parce que ce sont des gens, même si leur sang n’est jamais mentionné, décrit, montré ou peint. Il est fictionnel dans La Grande Jatte que le couple qui se promène mange, dorme, travaille et joue ; qu’ils ont des amis et des rivaux, des ambitions, des satisfactions et des déceptions ; qu’ils vivent sur une planète qui tourne sur son axe et autour du soleil […] et ainsi de suite ».
Compte tenu des inférences faites par les lecteurs à partir des données en leur possession, il n'est pas rare que lors d'une adaptation cinématographique, le choix d'un acteur déçoive les fans. Ainsi, Michael Keaton pour Batman ne faisait pas l'unanimité lorsque Tim Burton l'imposa. À l'inverse, les fans voulaient à tout prix Patrick Stewart pour le rôle du Professeur X dans X-Men.
Le cas des adaptations est aussi problématique lorsque le choix de l'acteur va à l'encontre des propriétés décrites dans l'œuvre originale. Lors de la sortie du dernier James Bond, le choix d'un acteur blond, Daniel Craig, pour interpréter le héros choqua quelque peu. Renaud, vingt ans plus vieux que le personnage Étienne Lantier du roman Germinal, est aussi un choix surprenant. Même Anne Rice, l'autrice de la saga, fut surprise du choix de Tom Cruise dans le casting du film Entretien avec un vampire.

### Psychologie
La construction de personnages de fiction passe enfin par l'attribution de propriétés qui créent l'illusion que cette création de fiction est une personne réelle et à ce titre, qu'elle a un fonctionnement mental et une intériorité propres. Cette attribution de propriétés psychologiques ou mentales, qui participe de l'illusion fictionnelle, a fait l'objet de fortes mises en garde dans la théorie littéraire contre la tentation de « faire de la psychologie » à partir d'une créature de papier, voire d'attribuer à ses actes des intentions et motivations qui ne figurent pas explicitement dans le texte. Emblématique par la suite d'un courant critique formaliste et structuraliste qui privilégie une appréhension du texte comme une production autonome, autosuffisante et close sur elle-même, cette mise en garde se retrouve précocement sous la plume de Paul Valéry dans Tel Quel : « Superstitions littéraires – j'appelle ainsi toutes croyances qui ont de commun l'oubli de la condition verbale de la littérature. Ainsi existence et psychologie des personnages, ces vivants sans entrailles ». Cette précaution vient fonder par la suite un renouvellement de la théorie du personnage qui met d'abord en avant ses attributs textuels, comme celle de Philippe Hamon : « On est […] frappé de voir tant d’analyses, qui tentent de mettre souvent en œuvre une démarche ou une méthodologie exigeante, venir buter, s’enferrer sur ce problème du personnage et y abdiquer toute rigueur pour recourir au psychologisme le plus banal ». Devenue un lieu commun de la critique littéraire savante, cette mise en garde est relativisée par des travaux plus récents pour lesquels la construction de la psychologie du personnage devient essentielle dans la lecture d'un récit de fiction et dans la façon dont on entre en interaction avec un récit. Des travaux comme ceux de Marie-Laure Ryan (en) mettent en avant la complexité des inférences que réalise un lecteur ou une lectrice pour produire une construction mentale fictionnelle d'un monde ou d'un personnage, y compris en traitant des indices implicites : « Quand un texte mentionne un objet qui existe dans la réalité, toutes les propriétés attachées à cet objet dans le monde réel peuvent être importées dans le monde narratif à moins qu’elles soient explicitement contredites par le texte ». Ainsi, comme le montre Alan Palmer, à partir de ce qui est contenu explicitement dans l'œuvre, le lecteur tient compte de ce qu'il sait déjà du personnage (motivations, peur, émotions, croyances) ainsi que des savoirs et des croyances partagées sur la psychologie humaine et sur le monde pour construire lui-même la psychologie du personnage.

## Classification

### Rond contre plat

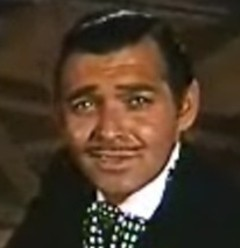
Rhett Butler, incarné par Clark Gable.

Les remarques qui suivent sont fondées sur la distinction opérée par E.M. Forster dans son ouvrage critique Aspects of the Novel (1927) entre les « flat characters » et les « round characters ». Dans une œuvre de fiction, chaque personnage n'a pas la même envergure. Les personnages ronds sont ceux qui motivent le récit. Toutes les informations sur eux sont donc intéressantes. À l'inverse, les personnages plats servent le récit. Pour eux, seul le strict nécessaire pour l'action est révélé. Les personnages ronds sont les plus détaillés. Leur description est si complète qu'ils peuvent sembler parfois réels.
En général, les protagonistes ont cette caractéristique, bien qu'il existe de célèbres exceptions telles que Harrison Bergeron dans la nouvelle Pauvre Surhomme de Kurt Vonnegut. Les antagonistes sont souvent ronds aussi, bien que le rôle du méchant dans une comédie puisse être particulièrement plat pour l'effet de farce.
Exemples de personnages ronds :
- Humbert Humbert dans Lolita de Vladimir Nabokov ;
- Scarlett O'Hara et Rhett Butler dans Autant en emporte le vent de Margaret Mitchell ;
- Frodon Sacquet dans Le Seigneur des anneaux de J. R. R. Tolkien ;
- Hannibal Lecter du Silence des agneaux ;
- Buffy Summers de Buffy contre les vampires ;
- Magneto des comics X-Men et films ;
- Son Goku du manga Dragon Ball, créé par Akira Toriyama ;
- Harry Potter de la série de romans du même nom.

Le personnage plat se remarque par son manque de détails. Bien que la description d'un tel personnage puisse être précise, le personnage lui-même a tout juste un détail et généralement juste une caractéristique. Plusieurs stéréotypes ou personnages type ont été développés tout au long de l'histoire du genre dramatique. On compte dans ces personnages le péquenaud, l'escroc et le citadin. Ces personnages sont souvent la base de personnages plats, bien que des éléments des personnages type puissent être retrouvés dans des personnages ronds. La commedia dell'arte, une forme d'improvisation théâtrale originaire d'Italie, se base sur des personnages bien reconnaissables et stéréotypés dans des situations conventionnelles.
Les personnages secondaires sont généralement plats, étant donné que les rôles mineurs ne nécessitent pas d'être trop complexes. De plus, la littérature expérimentale et la fiction postmoderne utilisent souvent intentionnellement des personnages plats, même leurs protagonistes.

### Dynamique contre statique
Un personnage dynamique est celui qui change de façon significative au cours de l'histoire. Parmi les changements qui permettent de donner ce qualificatif, il y a ceux en termes de perspicacité et de compréhension, d'engagement personnel et enfin de valeurs. Les changements qui ne concernent pas le Soi du personnage, comme les modifications physiques (à moins qu'elles résultent d'un changement au sein du Soi), ne sont pas concernés. Par définition, le protagoniste est presque toujours un personnage dynamique. Dans les romans de formation en particulier, le héros subit souvent un changement dramatique, passant de l'innocence à l'expérience.
Exemples de personnages dynamiques :
- John, le « sauvage » dans Le Meilleur des mondes de Aldous Huxley ;
- Topaze dans Topaze de Marcel Pagnol ;
- Luke Skywalker dans la trilogie originale de Star Wars ;
- Elizabeth Bennet dans Orgueil et préjugés de Jane Austen ;
- Jeanne Le Pertuis des Vauds dans Une vie de Guy de Maupassant.

Par contraste, un personnage statique ne connait pas de changement notable. Qu'il soit rond ou plat, sa personnalité reste essentiellement la même tout au long de l'histoire. Cela est souvent le cas pour les personnages secondaires dont le but est essentiellement de servir d'éléments d'intrigue ou thématiques. Les personnages de soutien et les principaux, autres que le protagoniste, sont généralement statiques bien qu'il existe des exceptions. Les personnages statiques peuvent participer à l'intrigue en assistant le héros.

### Personnage reparaissant
Créé vers 1834 par Honoré de Balzac dans Le Père Goriot, le personnage reparaissant revient dans plusieurs romans de La Comédie humaine qui comporte environ quatre-vingt dix romans et six mille personnages, dont environ trois cents reparaissent. Les plus connus sont : Eugène de Rastignac, Lucien de Rubempré, Frédéric de Nucingen, Antoinette de Langeais, Delphine de Nucingen, Diane de Maufrigneuse.

## Différentes lectures

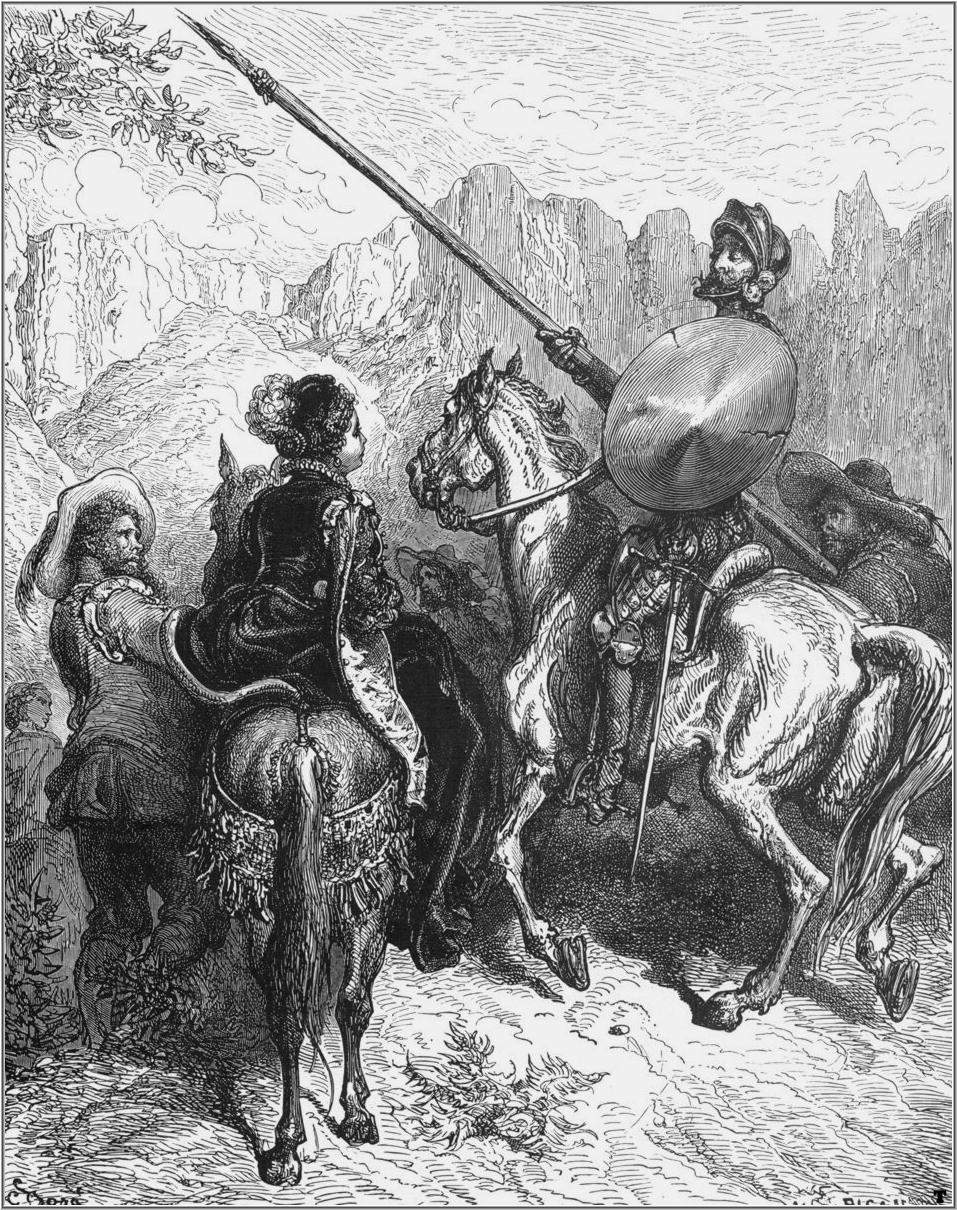
Don Quichotte, par Gustave Doré, 1863.

Les lectures varient énormément la façon dont ils comprennent les personnages de fiction. La méthode la plus extrême est de les imaginer comme des personnes réelles. Cette mimésis dans les personnages de fiction est ainsi commentée par Milan Kundera : « Don Quichotte est quasi impensable comme être vivant. Pourtant, dans notre mémoire, quel personnage est plus vivant que lui ». À l'inverse, il est possible de les percevoir comme des créations purement artistiques qui n'ont rien à voir avec la vie réelle. Mais la plupart des styles de lecture se trouvent entre les deux.

### Symbole
Dans certaines lectures, certains personnages sont compris pour représenter une qualité ou une abstraction donnée. Plus qu'être simplement des gens, ces personnages représentent quelque chose de plus large et universel. Certains symbolisent le capitalisme triomphant (comme dans Gatsby le Magnifique de Francis Scott Fitzgerald), d'autres le romantisme chimérique (Don Quichotte) ou encore le rêve américain (Rocky Balboa de la série des Rocky). D'ailleurs, trois des principaux personnages de Sa majesté des mouches sont des métaphores des éléments de la civilisation : Ralph représente l'instinct de civilisation, Jack l'instinct sauvage, et enfin Piggy le côté rationnel de la nature humaine.

### Représentant
Une autre façon de lire les personnages symboliquement est de voir chacun d'entre eux comme représentatif d'un certain groupe de personnes. Par exemple, Bigger Thomas du roman Un enfant du pays (1940) de Richard Wright est souvent vu comme étant l'incarnation du jeune homme noir des années 1930, condamné à une vie de pauvreté et d'exploitation.
En France, François Pignon représente monsieur tout le monde. Ce personnage récurrent des comédies de Francis Veber a la particularité d'être joué par un interprète différent dans presque tous les films où il apparait. Mais l'utilisation de son patronyme indique au public ce qu'il représente : le Français moyen.

### Référence historique ou biographique

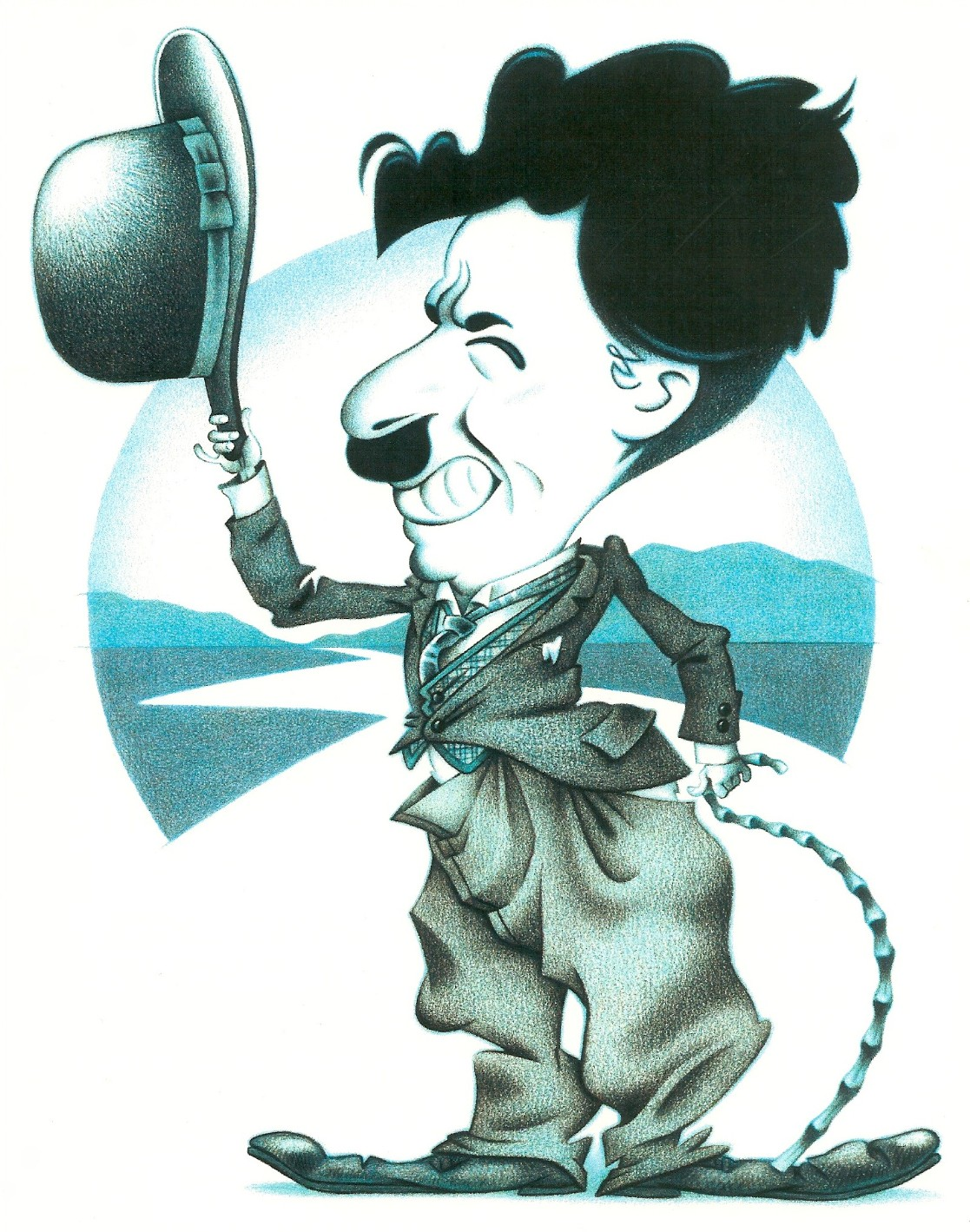
Caricature de Charlie Chaplin.

Parfois, les personnages représentent clairement d'importantes figures historiques. Par exemple, le chasseur de nazis Ezra Lieberman dans Ces garçons qui venaient du Brésil réalisé par Franklin J. Schaffner est souvent comparé au véritable Simon Wiesenthal, de même que Le Dictateur de Charlie Chaplin à Adolf Hitler. D'autres fois, les auteurs se basent sur des personnes de leur propre entourage pour créer leurs personnages. Glenarvon de Lady Caroline Lamb fait la chronique de son histoire d'amour avec Lord Byron, camouflant finement cela dans le rôle-titre. Nicole, la femme destructrice et malade mentalement de Tendre est la nuit de Francis Scott Fitzgerald, est souvent considérée comme étant une version romancée de la propre femme de Fitzgerald, Zelda. De la même façon, les écrivains créent aussi des personnages « composites » qui piochent leurs caractéristiques dans plusieurs individus.

### Patient
L'analyse littéraire psychanalytique considère généralement les personnages de fiction comme des personnes réelles possédant une psychologie complexe. Cette approche est similaire à celle qu'utiliserait un analyste pour traiter un patient, essayant de comprendre ses rêves, son passé et son comportement. Sinon, certains critiques psychanalytiques voient en ces personnages un reflet des peurs et désirs du public. Plutôt que de représenter des psychologies réalistes, les personnages de fiction offrent aux lecteurs un moyen d'extérioriser leurs drames psychologiques bien à eux dans une forme symbolique et hyperbolique. L'un des exemples les plus connus est la lecture d'Œdipe par Sigmund Freud qui en tire le complexe d'Œdipe, à savoir l'ensemble de pulsions qui pousse l'enfant mâle à ressentir une attirance pour sa mère et une hostilité pour son père.

## Utilisations inhabituelles
La littérature postmoderne incorpore fréquemment des personnages réels dans des environnements fictifs et même réalistes. Dans le cinéma, l'apparition d'une personne réelle jouant son propre rôle dans une histoire fictive est un type de caméo. Par exemple, dans Annie Hall de Woody Allen, Alvy Singer - le personnage interprété par Allen - a recours à Marshall McLuhan pour résoudre un litige. Un autre exemple marquant de cette approche est le film Dans la peau de John Malkovich, dans lequel l'acteur John Malkovich joue l'acteur John Malkovich (bien que le véritable acteur et le personnage aient un deuxième prénom différent). On peut également citer le film Jean-Philippe de Laurent Tuel dans lequel Fabrice Luchini incarne un fan absolu de Johnny Hallyday qui se retrouve soudainement plongé dans un monde où ce dernier est un parfait inconnu. C'est Johnny en personne qui interprète son propre rôle.
Dans des fictions expérimentales, il arrive aussi que l'auteur agisse en tant que personnage à l'intérieur de son propre texte. Dans Niebla de Miguel de Unamuno, une des scènes les plus marquantes est la confrontation entre le protagoniste Augusto Pérez et le romancier lui-même. Paul Auster emploie aussi cette technique dans son roman La Cité de verre, lequel commence avec son personnage principal lui passant un coup de téléphone. Avec le règne du star système à Hollywood, plusieurs célèbres comédiens sont devenus si connus qu'il peut être difficile de limiter leur personnage à un seul film. Dans un certain sens, Bruce Lee est toujours Bruce Lee, idem pour Woody Allen, Tom Cruise ou encore Harrison Ford. Leur notoriété est telle que le public mélange la personnalité de l'acteur avec celle du personnage qu'il interprète. Ce principe a d'ailleurs été utilisé pour l'intrigue du film Last Action Hero avec Arnold Schwarzenegger, mais plus éloquent encore est l'exemple de Julia Roberts (Tess Ocean) dans Ocean's Twelve. Enfin, des fictions font parfois référence à des personnages qui n'apparaissent jamais. Ce type est appelé une arlésienne.